# Vystrkov
Vystrkov (německy Wisterkow) je obec v okrese Pelhřimov v Kraji Vysočina. Žije zde 277 obyvatel. 

## Historie
První písemná zmínka o obci pochází z roku 1599.

## Obyvatelstvo
| Rok            | 1869 | 1880 | 1890 | 1900 | 1910 | 1921 | 1930 | 1950 | 1961 | 1970 | 1980 | 1991 | 2001 | 2011 | 2021 |
| -------------- | ---- | ---- | ---- | ---- | ---- | ---- | ---- | ---- | ---- | ---- | ---- | ---- | ---- | ---- | ---- |
| Počet obyvatel | 208  | 203  | 245  | 258  | 263  | 223  | 218  | 327  | 188  | 177  | 183  | 185  | 193  | 234  | 277  |
| Počet domů     | 21   | 23   | 24   | 26   | 31   | 31   | 39   | 70   | 41   | 45   | 46   | 57   | 61   | 78   | 95   |

## Obecní správa
V roce 1869 Vystrkov byl jako osada obce ke Starým Bříštím v okrese Německý Brod. V následujícím období byla osada úředně zrušena a jako osada obce Staré Bříště byla obnovena v letech 1890–1900. V letech 1910–1990 patřil jako část obce ke Komorovicím v okrese Humpolec (1910–1950) a později v okrese Pelhřimov a od 24. listopadu 1990 je samostatnou obcí.

### Obecní symboly
Dne 25. dubna 2018 bylo schváleno usnesením výboru pro vědu, vzdělání, kulturu, mládež a tělovýchovu udělení znaku a vlajky obce. Znak a vlajka byly obci uděleny rozhodnutím předsedy Poslanecké sněmovny Parlamentu České republiky dne 3. května 2018.

## Pamětihodnosti
- Pamětní kámen

## Doprava
Katastrem obce prochází dálnice D1, která se zde na exitu 90 kříží se silnicí I/34. Dále tudy prochází silnice III. třídy III/03419 spojucící silnici I/34 s obcí.